# طبس مسینا
طَبَسِ مَسینا، شهری در بخش گزیک شهرستان درمیان، واقع در استان خراسان جنوبی ایران است.
طبس مسینا، تا آذرماه سال ۱۳۸۷ مرکز دهستان طبس مسینا از بخش گزیک بود که در این تاریخ به شهر ارتقا یافت.مردم طبس مسینا اهل سنت هستند. این شهر بزرگترین شهر شهرستان درمیان می باشد.
طبس مسینا شهری است بسیار کهن و تاریخی که در اکثر متون جغرافیایی قرون اولیه اسلامی، نام آن ذکر شده‌است. این شهر و مناطق اطراف آن در فاصله حدود ۳۰ کیلومتری شرق شهر اسدیه (اسدآباد) از لحاظ تاریخی و باستان‌شناسی بسیار غنی است. وجود تپه‌های باستانی مبارزی و خرگوشی در حومه طبس مسینا که متعلق به دوره‌های تاریخی (احتمالا اشکانی) می‌باشد، تعلق طبس مسینا را به دوره‌های قبل از اسلام تقویت می‌کند. همچنین این شهر زادگاه شاعران و ادبای بزرگی همچون دبیر ابوالمظفر و بهرام شاه اسلام می باشد. دبیر ابوالمظفر از ادیبان عالیمقام بوده که در قرن چهارم هجری می زیسته و مدتی را در بغداد مرکز خلافت سر کرده است. بهرام شاه اسلام نیز شاعر و مورخی عالیقدر اهل طبس مسینا است وی از امرای امیر تیمور گورکانی بوده که چندین سال حاکم سبزوار و نواحی اطرافش بوده است. قبر شریفش در قبرستان طبس مسینا واقع است که طبق متون تاریخ مورد زیارت بزرگان در گذشته قرار می گرفته است. 
مرمت و بازسازی قلعه ی تاریخی طبس مسینا در کنار سایر ابنیه ی تاریخی که در این شهر وجود دارد مثل آسبادها، می تواند این شهر را به یکی از مقاصد مهم گردشگری در خراسان جنوبی تبدیل کند. با توجه به اینکه در سال های اخیر صنعت گردشگری در کشور ما روند روبه رشدی را تجربه می کند مطمئنا طبس مسینا با پتانسیل بالقوه در این زمینه از مقاصد سرمایه گذاری خواهد بود و در آینده ی نه چندان دور مزیت گردشگری این شهر  فعال خواهد شد. 
در متون تاریخی نام طبس مسینا همیشه به عنوان یکی از قسمت‌های مهم سرزمین قُهستان ذکر شده‌است. قهستان، نام سرزمین‌های جنوب خراسان شامل ولایات خواف، گناباد، بجستان، کاشمر، طبس، فردوس، قاین، طبس مسینا، بیرجند و نهبندان بوده‌است.

## پیشینه
طبس مسینا از شهرهای قهستان بوده و در کتب تاریخی با نام‌های طبس عناب و طبس مسینان ذکر شده‌است.
مقدسی صاحب احسن التقاسیم در مورد طبس مسینا می‌نویسد:
طبس عناب، که طبس مسینان نیز نامیده می‌شود. عنّاب بسیار دارد. دژ آن ویرانست. من در همه قوهستان نهری جاری و درختستانی ندیدم جز در طبس که نزدیک یک مرحله پیمودم همه دیه و نخلستان و کاریز بود.
طبس مسینان نیز در درختان عناب غرق است، کهندژی در آن ندیدم جز در قاین که جامع هم دارد.
حمدالله مستوفی در کتابش نزهة القلوب از طبس مسینان (مسینا) چنین یاد می‌کند:
طبس مسینان از اقلیم سیم است. شهری کوچک است و گرمسیر و عناب فراوان بود و آبش از کاریز. غلات این قصبه هر هفتاد روز آب خورد و غلات مواضع که در حوالی آن است هر هفت روز آب بخورد. و در آن ولایت چاهی بود که خاک آن مقداری دانه جاروس، هر که بخوردی در حال بمرد؛ اما در این نزدیکی آن چاه را انباشته‌اند و هم در آن ولایت چاهی است که در زمستان آب بسیار در آن چاه می‌رود و در تابستان بیرون می‌آید و بدان زراعت می‌کنند و چاهی دیگر هست که هر وقت در آن چاه نگاه می‌کنند شکل ماهی می‌نماید.
تاریخ بیهقی که در نیمه قرن ششم تألیف شده چنین می‌نویسد که:
حضرت علی بن موسی الرضا به سال ۲۰۲ هجری از راه طبس مسینا به خراسان آمده و در آنجا نزول فرموده‌است.
در اشکال العالم جیهانی آمده است:
قهستان از جمله خراسان است و بر حد بیابان فارس و کرمان و بدانجا هیچ شهر نیست بدین نام، و این نام ولایت است و شهرهای آن قائن است و جنابذ و تون و خور، خوسف، طبس کریت و طبس مسینان.
ابن حوقل در مورد طبس مسینا می‌گوید: 
این شهر بزرگتر از گناباد است و خانه‌هایش خشتی، و قهندژ آن ویران است و قلعه‌ای ندارد.
در لغت‌نامهٔ دهخدا در سال ۱۳۴۵ در مورد قهستان چنین نوشته شده‌است:
قهستان. [ق‌ُ هِ] (اِخ) ولایتی است در خراسان. (برهان). این ولایت در جنوب خراسان واقع و شامل قائن، تون، گناباد و طبس العناب (تبس مسینا) و کهستان و طبس التمر (تبس گیلکی) و طریثیث (ترشیز) است. (از معجم البلدان) (حاشیهٔ برهان). شهرستانی است میان نیشابور و هرات و قصبهٔ آن قاین و طبس است. (از ناظم الاطباء).
حافظ ابرو تاریخ‌نگار قرن نهم در کتابش به نام قهستان اشاره و چنین بیان کرده‌است:
«ولایت قهستان عریض و طویل است. دور آن قریب صد فرسخ زیادت باشد. شرقی آن ولایت خواف است و غربی آن بیابانی است. غرب آن فارس و کرمان و شمال آن اعمال نیشابور و سبزوار است. جنوب سجستان و کرمان. قهستان مشتمل بر چند قصبه و ناحیت بزرگ است از جمله قاین، تون (فردوس امروزی) جُنابَذ، بیرجند، زیرکوه، بَجِستان، بوزجان، نَهارجان، طبس گیلکی، رَقّه، شاخِن، فَشارود، مؤمن‌آباد، تُرشیز، طبس مَسینان و خوسْف. قصبهٔ بزرگ قهستان یکی قاین است».
حکایت تاریخی قلعه طبس مسینا
در زمان برکیارق، چهارمین حاکم سلجوقی، قهستان مرکز آشوب بود. او ابتدا از این بلوا چشم می‌پوشید، اما وقتی اسماعیلیان به جانش سوءقصد کردند و او جان سالم به در برد، با برادرش، سنجر، هم‌پیمان شد به قهستان حمله کنند. در نتیجه سال ۴۹۴قمری سنجر سپاهی به قهستان فرستاد که پس از قلع‌وقمع و کشت‌وکشتار و خرابی بسیار، دستاوردش فقط محاصره قلعه طبس مسینا بود و بیش از آن، با درایت نزاریان ساکن قلعه، راه به جایی نبرد. حتی در صفحه‌های تاریخ نوشته شده‌است که سه سال پس از این واقعه نیز همان سردار سلجوقی دوباره به قلعه طبس مسینا یورش برده، اما بازهم موفق نشده‌است آن را فتح کند. بعد از این درگیری‌ها و تهدیدهای حسن صباح علیه سلجوقیان بود که پیمان صلحی بین اسماعیلیان و سلجوقیان بسته شد که یکی از مواد آن، بنانکردن قلعه جدید در قهستان بود. تقریباً همه منابعی که از این صلح‌نامه یاد کرده‌اند، احداث‌نکردن قلعه جدید را مهم‌ترین و نخستین شرط صلح برشمرده‌اند؛ در نتیجه، بقیه این جدال‌ها که جنبه آیینی به خود می‌گیرد، جنگ زرگری به‌نظر می‌رسد.
دراین‌میان، قلعه طبس مسینا هرچند نسبت به دیگر قلعه‌های اسماعیلیان در منطقه، موقعیت دفاعی بی‌نظیری نداشت، از نظر نزدیکی به شاهراه تجاری و کاروان‌رو سیستان، کرمان و شرق ایران، جایگاهی به‌مراتب بهتر داشت؛ مسیری که علاوه بر اهمیت تجاری آن، سفر ماجراجویی مارکوپولو ونیزی نیز از آن می‌گذشته‌است. سلطان جلال‌الدین خوارزمشاه هم پس از بازگشت از هند، از همین مسیر گذشته و به‌علت بیابانی‌بودن آن، سختی‌های زیادی کشیده‌است.
در حقیقت، دوبار حمله سلجوقیان به این قلعه و حتی گزارشی که حاکم سلجوقی از این حملات به دربار عثمانی می‌فرستاد، خود گواهی است بر اهمیت قلعه طبس مسینا. قلعه‌ای که امروز پاره‌هایی از آن باقی مانده‌است وقدم‌زدن در دل ویرانه‌هایش، پس از حس لذت دیدن بناهای خشت و گلی، رعب و وحشتی از این تاریخ پرفرازونشیب به‌همراه دارد که روزگاری اسماعیلیان منطقه با چنگ و دندان برای نگهداشتنش می‌کوشیدند. به‌شکلی که حتی پس از آن پیمان صلح نیز دست اسماعیلیان در گسترش نفوذشان بازتر شد و در روز روشن به‌صراحت از کاروانیان باج و خراج می‌گرفتند.
نکته: در بخشی از این گزارش، از پژوهشی مفصل و پرمنبع استفاده شده با عنوان «تأثیر جغرافیای اقتصادی قهستان در مناسبات نزاریان و سلجوقیان» که در شماره بهار و تابستان۱۳۹۳ در «پژوهش‌نامه تاریخ اجتماعی و اقتصادی» چاپ شده‌است.

## آثار تاریخی و دیدنی شهر
- آس‌بادهای طبس مسینا
- قلعه طبس مسینا
- مسجد عثمان ذوالنورین
- قلعه مسلمانان گرسک
- ساختمان چاه ماه
- آسباد های علی آباد طبس مسینا

## جمعیت
بر پایه سرشماری عمومی نفوس و مسکن در سال ۱۳۹۵ جمعیت این شهر ۴٬۵۹۶ نفر (در ۱٬۰۷۲ خانوار) بوده‌است.